# Mantelcellymfoom
Het mantelcellymfoom (MCL) is een (mild-)kwaadaardig non-hodgkinlymfoom (lymfeklierkanker). Het lymfoom ontstaat uit een ongeremde deling van onrijpe B-lymfocyten vanuit de mantelzone (ook wel corona) van de lymfeknoop.
Het is een vrij zeldzaam lymfoom: in Nederland wordt de diagnose zo'n 200 keer per jaar gesteld. De meeste patiënten zijn ouder dan 60. Mannen worden vaker getroffen dan vrouwen. Het beenmerg is (bijna) altijd betrokken bij de aandoening en wanneer de ziekte wordt ontdekt bevindt deze zich vaak in een vergevorderd stadium.

## Diagnose
Diagnose vindt altijd plaats middels een beenmergonderzoek en een lymfeklierextirpatie of het nemen van een biopt uit het aangedane weefsel. Ann Arbor-stadiëring wordt gebruikt om het stadium van de ziekte te bepalen.

## Behandeling
De aandoening wordt als een mild-kwaadaardig lymfoom behandeld, maar een afwachtend beleid zoals bij echte indolente lymfomen kiest de hematoloog slechts bij uitzondering. Het stadium van de ziekte, de leeftijd en conditie van de patiënt zijn bepalend voor de behandeling. Een typische behandeling is chemotherapie door middel van afwisselend drie keer R-CHOP, een milde kuur die bij een dagopname toegediend wordt, en drie keer R-DHAP, een zwaardere kuur die enkele dagen ziekenhuisopname vergt, gevolgd door BEAM in combinatie met een autologe stamceltransplantatie.
De ziekte keert na behandeling altijd terug vanwege de genetische afwijkingen die er aan ten grondslag liggen. Om de terugkeer te onderdrukken kan na de chemokuren enkele jaren een onderhoudsbehandeling met Rituximab gegeven worden.

## Onderzoek
Er wordt een aantal nieuwe middelen en behandelingen getest. Sinds 2017 loopt de studie HOVON 133 waarin de standaardbehandeling voor jonge, vitale patiënten vergeleken wordt met twee varianten met een onderhoudsbehandeling van twee jaar met Ibrutinib.
Veelbelovend is de behandeling met CAR-T.

## Prognose
Het lymfoom is over het algemeen goed te behandelen, het keert echter na behandeling altijd snel (binnen enkele maanden tot jaren) terug. 85% is na vijf jaar nog in leven.